# Пехота ЮАР
Пехота (англ. South African Army Infantry Formation) — род войск в сухопутных войсках Южно-Африканской Республики.

## История

### Силы обороны Союза
- Старая эмблема пехоты Сил обороны Союза, версия 1
- Старая эмблема пехоты Сил обороны Союза, версия 2

Южноафриканская пехота возникла как пехотное отделение Союзных сил обороны в 1913 году.
В 1915 году Силы обороны создали Южно-Африканские заморские экспедиционные силы для военных действий за пределами Южной Африки. В их состав вошли южноафриканская пехота, состоящая из двенадцати батальонов, и Капский корпус, состоящий из двух батальонов цветных добровольцев. Эти подразделения были расформированы в 1919 году.
В 1934 году пехота была расширена, а в 1935 году коннострелковые полки были преобразованы в пехотные.
В 1943 году пехота была включена в состав нового Южно-Африканского бронетанкового корпуса, который после Второй мировой войны был разделён на бронетанковые войска и пехоту.

### Южно-Африканские силы обороны
По результатам работы комиссии под руководством бригадного генерала Х. Б. Поппера в конце 1953 года было рекомендовано преобразовать некоторые англоязычные подразделения в подразделения со средним уровнем владения африкаанс, а другие полки объединить или сократить:16
Несмотря на заявления некоторых подразделений, которых это коснулось, реорганизация была проведена в январе 1954 года. В 1956 году дальнейшая реорганизация стала необходимой в связи со значительным увеличением числа граждан, подавших заявления на обучение в некоторых районах. В связи с этим армия была реорганизована в 32 африканерские части (включая 5 пехотных полков, 5 танковых и 4 бронеавтомобильных) и 20 англоязычных частей (включая 10 пехотных полков, 4 танковых и одну бронеавтомобильную часть). Изменения вступили в силу с 22 сентября 1956 года.
В 1954 году пехота SAAC и личный состав Южно-Африканского инструкторского корпуса были переформированы в Южно-Африканский пехотный корпус.
В 1972 году срок непрерывной национальной службы был увеличен до двенадцати месяцев, и к 1974 году, помимо парашютного батальона, существовало десять штатных моторизованных пехотных батальонов:363 Пехотный резерв состоял из 42 батальонов пехоты Гражданских сил (резервисты ЮАР), парашютного полка и более 200 подразделений внутренней обороны.

#### Разделение по расам
Планировалось создать добровольческие чёрные пехотные подразделения по этническому принципу, сравнимые с Капским корпусом.
Планы создания добровольческих чёрных пехотных подразделений в конечном итоге принесли плоды: были сформированы 21, 111, 113, 115, 116 (Северный Сут, Мессина), 117, 118, 121 и 151 батальоны. Ещё один батальон, 114, был запланирован, но фактически не сформирован.
Многие из их членов были добровольцами службы, представителями всех групп населения, которые не были обязаны проходить национальную службу (таким образом, исключая белых мужчин). В конечном итоге численность различных чернокожих батальонов составила около 16 000 человек, и некоторые из их членов стали военнослужащими вспомогательных или постоянных сил.

### Южно-Африканские национальные силы обороны
После 1994 года расовые различия в комплектовании ВС были ликвидированы.
В 2000 году корпус стал называться пехотным формированием СВ ЮАР (South African Army Infantry Formation).
Специализированный батальон, использующий лошадей, мотоциклы и собак, 12-й южноафриканский пехотный батальон, был расформирован в апреле 2005 года.
С 1994 года пехотные подразделения Южной Африки оказывали поддержку многочисленным операциям Организации Объединенных Наций и Африканского союза по всему континенту.

## Структура
Пехотный корпус содержит в общей сложности 15 регулярных батальонов, выполняющих различные функции:
- механизированная пехота — 2 батальона
- моторизованная пехота — 8 батальонов
- лёгкая пехота — 1 батальон
- воздушно-десантная пехота — 1 батальон
- воздушно-штурмовая пехота — 1 батальон
- морская пехота — 1 батальон
- учебный — 1 батальон
- на армейской базе Оудсхурн находится Южноафриканская пехотная школа.

Пехотный корпус содержит в общей сложности 26 резервных батальонов, выполняющих следующие функции:
- механизированная пехота — 6 батальонов
- моторизованная пехота — 14 батальонов
- лёгкая пехота — 3 батальона
- воздушно-десантная пехота — 1 батальон
- воздушно-штурмовая пехота — 2 батальона

Организация батальонов в целом схожа, но в механизированном батальоне отсутствует пулемётный взвод в роте поддержки, а в батальоне внутренней охраны — отсутствует пулемётный взвод, минометы, противотанковые орудия и сапёры-штурмовики.
Пехотный батальон насчитывае 810 чел. личного состава: 34 офицера и 776 нижних чинов.

## Вооружение
| Наименование                           | Изображение | Тип                                   | Производитель | Количество | Примечание      |
| Транспорт                              | Транспорт   | Транспорт                             | Транспорт     | Транспорт  | Транспорт       |
| -------------------------------------- | ----------- | ------------------------------------- | ------------- | ---------- | --------------- |
| Ратель-20/60                           |             | Боевая бронированная машина           | ЮАР/ Германия | 534        | 256 на хранении |
| Casspir                                |             | бронетранспортёр                      | ЮАР           | 370        |                 |
| Mamba                                  |             | Бронетранспортёр                      | ЮАР           | 440        |                 |
| LMT Gecko                              |             | Лёгкая десантно-амфибийная машина     | ЮАР           | н/д        | Машина для ВДВ  |
| Стрелковое и артиллерийское вооружение |             |                                       |               |            |                 |
| Vektor Z88                             |             | Пистолет                              | ЮАР/ Италия   | н/д        |                 |
| Vektor R4                              |             | Автомат                               | ЮАР/ Израиль  | н/д        |                 |
| Truvelo CMS                            |             | Снайперская винтовка                  | ЮАР           | н/д        |                 |
| Denel NTW-20                           |             | Крупнокалиберная снайперская винтовка | ЮАР           | н/д        |                 |
| M40A1                                  |             | 106-мм безоткатное орудие             | США           | н/д        |                 |
| Ratel 90                               |             | Боевая машина с тяжёлым вооружением   | ЮАР/ Германия | 170        |                 |
| Milan ADT3                             |             | ПТРК                                  | Франция       | н/д        |                 |
| Ratel ZT3                              |             | Самоходный ПТРК                       | ЮАР/ Германия | 53         | На шасси Рателя |
| M2 Browning                            |             | Крупнокалиберный пулемёт              | США           | н/д        |                 |
| Denel Y3 AGL                           |             | Автоматический станковый гранатомёт   | ЮАР           | н/д        |                 |
| Milkor MGL                             |             | Ручной полуавтоматический гранатомёт  | ЮАР           | н/д        |                 |
| SS-77                                  |             | Единый пулемёт                        | ЮАР           | н/д        |                 |
| RPG7                                   |             | Противотанковый гранатомёт            | СССР          | н/д        |                 |
| M-4                                    |             | 60-мм миномёт                         | ЮАР           | н/д        |                 |
| M-3                                    |             | 81-мм миномёт                         | ЮАР/ Франция  | 1190       |                 |
| M26                                    |             | ручная граната                        | ЮАР/ США      | н/д        |                 |